# Bisbe frontvermell
El bisbe frontvermell (Euplectes diadematus) és un ocell de la família dels ploceids (Ploceidae).

## Hàbitat i distribució
Habita praderies i camps d’arròs del sud-oest de Somàlia, centre i est de Kenya i extrem nord-est de Tanzània.